# آشپزی ایرلندی
]] 

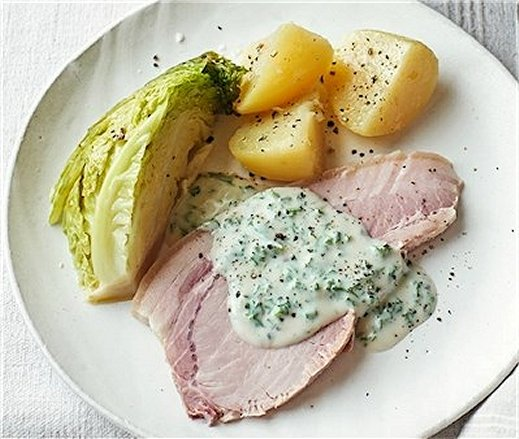
بیکن و کلم آب‌پز، یک غذای سنتی ایرلندی است، که به‌طور معمول با پوره سیب زمینی و کلم خرد شده همراه است.

آشپزی ایرلندی (انگلیسی: Irish cuisine) در برگیرنده شیوه‌های پخت و پز، رسوم و دستورالعمل پخت مربوط به جزیره ایرلند است. این آشپزی طی قرن‌ها تحول سیاسی، اجتماعی و درهم آمیزی فرهنگ‌های مختلف، به‌طور عمده با بریتانیا و دیگر مناطق اطراف آن در اروپا، به تکامل دست یافته‌است. این آشپزی بر اساس محصولات کشاورزی و حیوانات پرورشی در آب و هوای معتدل آن و وفور ماهی تازه و غذاهای دریایی در آبهای پیرامون اقیانوس اطلس استوار است. به عنوان مثال، غذای چاودر در اطراف ساحل محبوب است.